# Revolta del 14 de maig de 1915

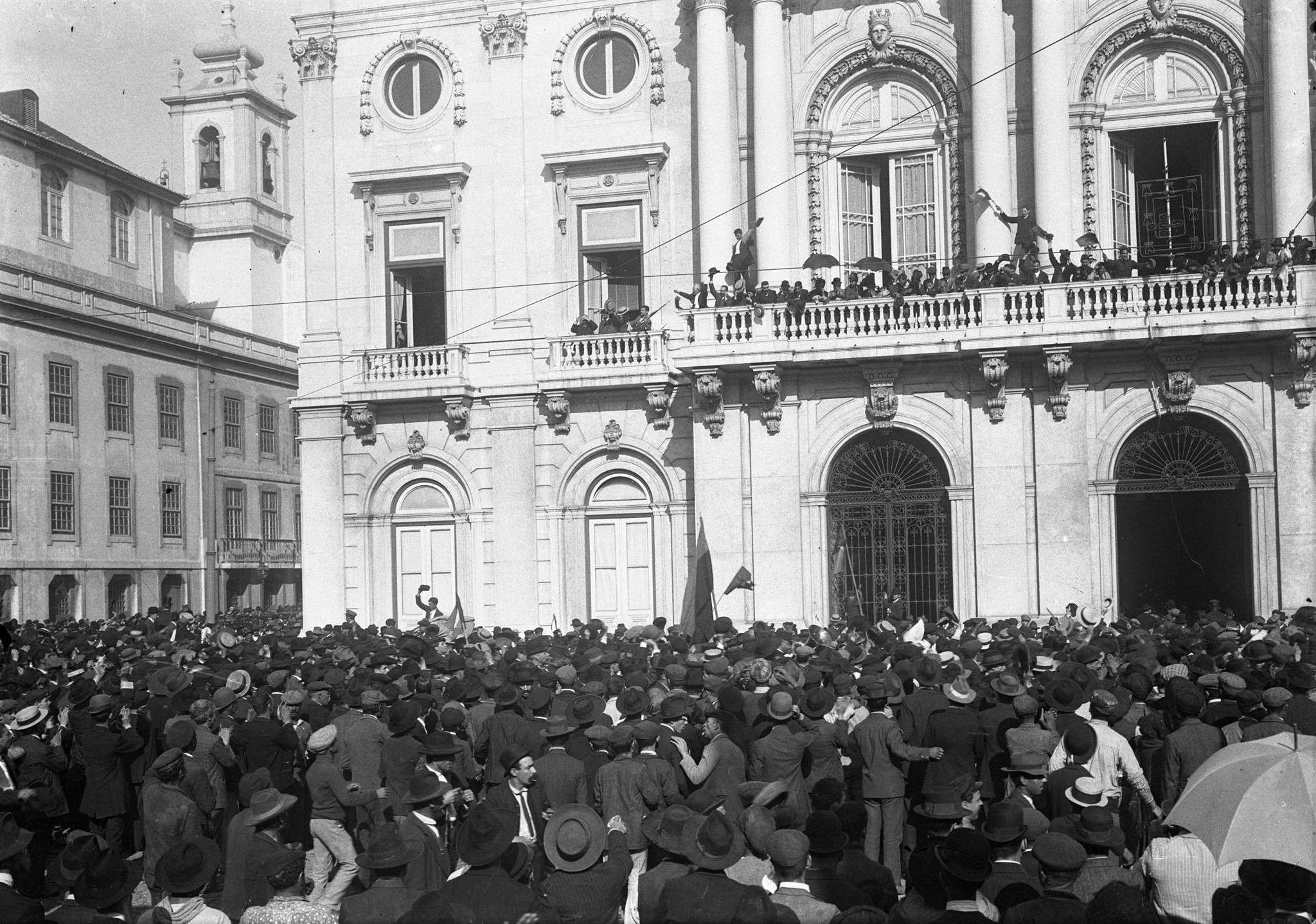
La població lisboeta davant dels Paços do Concelho assisteix a la proclamació de la Junta Revolucionària

La Revolta del 14 de maig de 1915 va ser un cop d'estat a Portugal, liderat per Álvaro de Castro i pel general Sá Cardoso, que va tenir com a objectiu la caiguda del govern presidit pel general Pimenta de Castro i la reposició de la plena vigència de la Constitució Portuguesa de 1911. Els revoltats consideraven que aquesta constitució no estava sent respectada pel President de la República, Manuel de Arriaga, al dissoldre unilateralment el Congrés de la República, convocant eleccions, sense que tingués poders constitucionals per tal acte.
El moviment va ser victoriós, duent a la substitució del govern per la Junta Constitucional de 1915 i a la dimissió de Manuel de Arriaga. La revolta es va constituir en la manifestació militar a Lisboa més violenta del segle xx, en causar almenys 200 morts i prop de 1000 ferits. Durant la revolta, João Chagas, que havia sigut designat cap de govern, va rebre un tret a Entroncamento, quedant greument ferit i cec d'un ull. L'agressor, el senador João José de Freitas, va ser linxat per la multitud.
La revolta va acabar amb la intervenció de la marina de guerra espanyola amb l'enviament del cuirassat Espanya, i amb la corresponent reacció de la marina britànica i francesa, que també van enviar contingents navals cap a Portugal.